# Tendal
Tendal es una localidad española, perteneciente al municipio de Valdefresno, en la provincia de León y la comarca de La Sobarriba, en la Comunidad Autónoma de Castilla y León.
Situado a la margen izquierda del Arroyo de la Costanilla, afluente del Arroyo de Villarente, y este del Río Porma.
Los terrenos de Tendal limitan con los de Villacil al noreste, Navafría al este, Valdefresno al sur, Golpejar de la Sobarriba al oeste y Villavente al noroeste.
Perteneció a la antigua Hermandad de La Sobarriba.